# Gare de Munsbach
La gare de Munsbach est une gare ferroviaire luxembourgeoise de la ligne 3, de Luxembourg à Wasserbillig-frontière, située à Munsbach sur le territoire de la commune de Schuttrange, dans le canton de Luxembourg.
Elle est mise en service en 1899 par la Direction générale impériale des chemins de fer d'Alsace-Lorraine, l'exploitant des lignes de la Société royale grand-ducale des chemins de fer Guillaume-Luxembourg. C'est une halte ferroviaire de la Société nationale des chemins de fer luxembourgeois (CFL), desservie par des trains Regional-Express (RE) et Regionalbunn (RB).

## Situation ferroviaire
Établie à 249 mètres d'altitude, la gare de Munsbach est située au point kilométrique (PK) 15,342 de la ligne 3, de Luxembourg à Wasserbillig-frontière, entre les gares d'Oetrange et de Roodt.

## Histoire
Le halte de Munsbach est mis en service le 1899 par la Direction générale impériale des chemins de fer d'Alsace-Lorraine, l'exploitant (1871-1919) des lignes de la Société royale grand-ducale des chemins de fer Guillaume-Luxembourg.
En 1970, la gare devient une halte sans personnel.

## Service des voyageurs

### Accueil
Halte CFL, c'est un point d'arrêt non géré (PANG) à accès libre. Elle dispose de deux abris et d'un ancien bâtiment voyageurs dont seule la salle d'attente est utilisée. Le passage à niveau est utilisé pour changer de quai. La halte est équipée d'un automate pour l'achat de titres de transport.

### Desserte
Munsbach est desservie par des trains Regional-Express (RE) et Regionalbunn (RB) qui exécutent les relations suivantes, :
- Luxembourg - Wasserbillig - Trèves-Hbf - Coblence-Hbf.

### Intermodalité
Un parc pour les vélos (7 places) et un parking pour les véhicules (26 places) y sont aménagés. La gare est desservie à l'arrêt Munsbach, Gare routière par les lignes 325 et 327 du Régime général des transports routiers et à l'arrêt Munsbach, Kulturzentrum par les lignes 324 et 361 de ce même réseau. La nuit, elle est desservie par la ligne Nightlifebus Schuttrange du service « Nightbus ».
Une station du service d'autopartage Flex y est implantée.